# Wolfgang Dachstein
Wolfgang Dachstein (Offenburg, (Baden-Württemberg), vers 1487 - Estrasburg, 7 de març de 1553), fou un dominic, poeta, compositor i organista alemany.
Va estudiar des del 1503 a Erfurt, on va conèixer Martí Luter. En la seva condició d'eclesiàstic, fou nomenat organista de l'església de Sant Tomas i de la catedral. Vers el 1524 es convertí al protestantisme i col·laborà en l'organització del culte reformat en la seva ciutat. Va traduir a l'alemany una sèrie salms, dels quals va compondre la música, considerats com dels millors de protestantisme primerenc. S'hi va trobar amb el també compositor Matthias Greitter (±1494-1552) i el va convertir a les noves idees. Durant l'Ínterim d'Augsburg va mantenir la seva funció, de bell nou per a l'església catòlica. Tot i això, se'l considera com el primer organista significatiu del protestantisme.
Se'l coneix sobretot per la composició de nombroses melodies per a corals, entre elles An Wasserflüssen Babylon (psalm 137).